# Wang Shipeng
Wang Shipeng (王仕鵬T, 王仕鹏S, Wáng ShìpéngP; Dandong, 6 aprile 1983) è un ex cestista cinese.

## Carriera
Con la Cina ha disputato due edizioni dei Giochi olimpici (Pechino 2008, Londra 2012), due dei Campionati mondiali (2006, 2010) e tre dei Campionati asiatici (2005, 2009, 2013).